# توني ديس
توني ديس (بالإنجليزية: Tony Dees) هو منافس ألعاب قوى أمريكي، ولد في 6 أغسطس 1963 في باسكاغولا في الولايات المتحدة.

## وصلات خارجية
- توني ديس على موقع الاتحاد الدولي لألعاب القوى (الإنجليزية)
- توني ديس على موقع اللجنة الأولمبية الدولية (الإنجليزية)
- توني ديس على موقع أوليمبيديا (الإنجليزية)